# Подсосенье (Ростиловское муниципальное образование)
Подсосенье — деревня в Грязовецком районе Вологодской области.
Входит в состав Ростиловского муниципального образования, с точки зрения административно-территориального деления — в Ростиловский сельсовет.
Расстояние по автодороге до районного центра Грязовца — 8,5 км, до центра муниципального образования Ростилово — 1,5 км. Ближайшие населённые пункты — Талица, Басаргино, Ростилово.
По переписи 2002 года население — 3 человека.